# 37.5℃の涙
『37.5℃の涙』（さんじゅうななどごぶのなみだ）は、椎名チカによる日本の漫画作品、およびそれを原作とするテレビドラマ。病気の子供の世話をする病児保育士を主人公にした物語を描いている。
『Cheese!』（小学館）にて2013年12月号から連載開始し2014年11月号に一旦連載終了したが、2015年5月号増刊より連載が再開され、本誌でも2015年7月号から2022年7月号まで連載された。『Cheese!』2015年7月号にて実写ドラマ化が発表された。4巻の作者あと書きにて、作中のリトルスノーのモデルは訪問型病児保育を提供するNPO法人フローレンスであることを明かしている。フローレンス代表の駒崎弘樹との対談も行っている。
タイトルは、物語の中で、37.5℃以上の発熱がある場合に登園停止もしくは保護者の呼び出し対象となることに由来する。しかし厚生労働省のガイドラインでは「前日38℃を超える熱がでていない場合は保育可、38℃以上の発熱がある場合に保護者への連絡が望ましい」等とされていた。ただし新型コロナウイルス感染症（COVID-19)流行以降は保育園に限らず多くの場所が37.5℃を基準としている。
第62回（平成28年度）「小学館漫画賞」（少女向け部門）受賞。2022年1月時点で電子版を含めた累計発行部数は300万部を突破している。

## 登場人物

### リトルスノー
杉崎 桃子（すぎさき ももこ） / 朝比奈 桃子（あさひな ももこ）
主人公兼ヒロイン。22歳（1巻当時）→25歳（14巻現在）。誕生日は3月3日。感情表現が下手な女性。それが原因で保育士をやめた。しかし、子供に対する愛情はあり素直な性格のため、子供達からは慕われており徐々に指名率も多くなっていく。
感情表現が下手な原因は、自身の家族（主に実母と実兄）にある。幼い頃、家族から自分だけ旅行に連れて行ってもらえなかったり、病気になっても放置されるなどの児童虐待（ネグレクト）を受けていた。実家は裕福だが、その体験が原因で高校卒業後に実家とは自ら縁を断っている。援助もなく専門学校時代の奨学金返済などのため貧窮しており、普段の生活は弁当が白米と漬物だけなどかなり質素。
祖母の葬儀の際、母親と兄により監禁されてしまうが、姉香織の助けと桃子を助けに来た朝比奈によりなんとか実家から逃げ出すことに成功。その後、今の自分は昔とは違い周りの人々に支えられていることに気づき、同時に自分が何をしてもこれ以上母が変わることは無いと悟り母との決別を決意。母と2人きりで対面し別れを告げた。様々な経験を経て、朝比奈と恋人同士になる。
20巻で朝比奈にプロポーズされ、結婚式を挙げる。21巻で入籍し名前が朝比奈姓となったが、仕事上では杉崎姓を使用している。終盤は孫を奪おうとした母が愛情を騙って再び接近し、朝比奈の介入で事なきを得る。最終回では男児(晴仁)を出産した。
朝比奈 元春（あさひな もとはる）
1巻当時31歳。16巻の時点で34歳。リトルスノー本部マネージャー。小学生の愛娘・小春を男手で育てているシングルファーザー。亡き妻を想い未だに結婚指輪をしている。優しい性格で桃子がリトルスノーに入社した当初から桃子に弁当を作ってあげたり、車の助手席に乗せてくれたりなど、桃子を親切に接する。
桃子の悲惨な過去を知り、桃子が幸せになることを心から願っていたが、共に仕事をしていくうちに、桃子に想いを寄せ自分自身が桃子を幸せにしたいと思うようになる。紆余曲折を得て、桃子とは結婚前提で交際が始まり、21巻で結婚した。入籍後も彼女の実家である杉崎家を警戒し、藤堂家のみと交流する。最終回では産まれた長男(晴仁)と家族四人で幸せに暮らしている。
関 めぐみ（せき めぐみ）
桃子の先輩保育士。美人でかなりの巨乳。たまに仕事でタッグを組まされる。以前は仕事に情熱的だったが、ある事件がきっかけで現在は仕事に対して事務的な態度をとるようになってしまった。
鈍感な朝比奈と桃子を思い、度々助け舟を出してくれる存在。結婚を意識していた恋人がいたが、お互いの結婚後の仕事に対する価値観の違いから別れた。
紆余曲折を経て現在は柳と恋人同士になり、順調に交際を続けている。
柳 主税（やなぎ ちから）
33歳。朝比奈と同じリトルスノー本部マネージャー。基本的に生真面目な性格だがたまにハメをはずす。元春とは幼い頃からの腐れ縁。
親族には既婚者の姉・千景がおり、男女の双子の叔父でもある。紆余曲折を経て現在はめぐみと恋人同士になり、順調に交際を続けている。
新田 涼（にった りょう）
4巻より登場。桃子の後輩の病児保育士。以前は保育園で働いていた。6人兄弟の2番目だった事もあり、子供への面倒見が良い。姉（実は兄）と二人暮らし。
円城寺 弥生（えんじょうじ やよい）
13巻より登場。桃子の後輩の病児保育士。真面目だが、マニュアルに頼るきらいがある。

### 杉崎家
桃子の母
桃子の実母。本名は不明。専業主婦。優秀な上の子供2人を溺愛する一方、末娘の桃子にはネグレクトを受けさせた毒母。見た目はおっとり系の美人で、皮肉にも娘達とよく似ている。
経済力のある夫と優秀で自分の理想通りに育っていっている香織と優樹の四人での生活で満足していたが、桃子が産まれてから家庭内のバランスを失い、夫の家事や育児に非協力的な態度も相まって憎しみを抱き、以後は後述のような態度で桃子に接するようになった。香織と優樹には一般的な普通の母親として接しているが、桃子に対しては「産まなければよかった」「みんなが不幸なのは全部桃子のせい」などの暴言を吐く等、非常に身勝手かつ冷酷な本性を見せる。桃子を心底嫌っているが、今いる場所で幸せになってゆくのが許せない為。再び自分の元に戻ってくるよう促すが、最終的には過去を乗り越えた桃子に完全に見限られ決別の言葉と共に去られた。
その後は香織に距離を置かれて孫達に会えなくなり、妊娠した桃子の元へ訪れ掌を返したように優しくなるが目的は孫を手に入れる為に過ぎず、香織や朝比奈に阻止され失敗する。
桃子の父
桃子の実父。本名は不明。妻（桃子の母）と同じく桃子に無関心だった。
基本的には根っからの仕事人間で、家庭のことは妻に全て任せ家庭を顧みない性格。食事や旅行など家族サービスはしていたが、子供への愛情とは言い難く、葬儀の時に久々に会う桃子の名前も「桃香(ももか)」と間違えるなど、末娘の存在をよく覚えてはいなかった。
最終巻では夫として育児に非協力的な態度であった事が妻の桃子への虐待の一因になった事が明かされた。回想でもあまり登場せず、妻と異なり孫達への関心もない模様。息子と同様に娘への虐待に加担していた事も無自覚と思われる。
杉崎 優樹（すぎさき ゆうき）
桃子の実兄で香織の弟。職業は医師。二児の父親。
幼少時は愛想が良くいつもニコニコしていた為、母親に好かれる。母親が桃子を虐待するようになってから、自身も虐待するようになる。母親には従順で、母親の行いに疑問を持っていない。冷酷で底意地の悪い性格をしており、幼少時から妹への虐待を行っていた。外面は良く妻や子供には優しいが、妹への虐待に関する罪悪感は皆無。院長の娘を娶り、地位も着々と築き上げていた。
リトルスノーを利用した際に桃子と偶然再会する。桃子を酷使したことが災いし、離婚され、仕事を辞めた。後に別の病院へ就職し、医師に復帰している様子。その後も根本的な性格は変わっておらず、祖母の葬儀の為、実家に帰ってきた桃子に対し暴力をふるったあげく、母親と結託して納戸に監禁した。その後怒った朝比奈に戒められた。。
香織が母親と距離を置いた為、姉とも疎遠になったと思われる。離婚の際、子供の親権を失った為、後に母親が強硬手段に出る一因となった。
藤堂 香織（とうどう かおり）
桃子と優樹の実姉。旧姓は杉崎。幼少時は眼鏡をかけており、母親と同じく桃子に無関心だった。現在は二児の母親。
幼い頃から、物分かりが良く優秀な為、母親には好かれている。名門の大学を卒業後、藤堂家に嫁ぎ、裕福な生活を送っている。母親とは異なり子供にネグレクトは行ってはいないが、典型的な教育ママで出来のいい息子ばかり褒めている。
娘の櫻子と桃子が偶然出会い、桃子と再会するが、今まで子供達に桃子を反面教師として教えたのが仇となりマンションの住人に敬遠されるようになる。その後、娘の櫻子がインフルエンザから肺炎になってしまったのをきっかけに桃子に諭され、最初は反論したが桃子と娘の訴えを聞き、自らの子育てが間違っていたことに気づくことになった。その事がきっかけで、桃子に対する見方も変えて以前よりも普通に接するようになる。祖母の葬儀の後、実家で母親と優樹により監禁されていた桃子を逃げるよう促し、櫻子の件の礼と共に、幼少時に無関心だったことを詫び、二度と実家には戻ってこないように諭した。その後は桃子を様々な行事に誘ったりするなど良好的な姉妹となっている。桃子が妊娠した時は献身的に支えた。
終盤では実家と距離を置き、母親には子供達に会わせないようにしている。
藤堂 櫻子（とうどう さくらこ）
香織の娘で大和の妹。桃子の姪。幼稚園児。テストで肝心なところでミスをしたりするなど少し要領が悪く、幼い頃の桃子に顔も性格もよく似ている。しかし桃子とは違い、児童虐待は受けていない上、兄の大和からも暴力は受けていない。その後も自身の誕生日会に桃子を招待するなど、桃子の事を慕っている。
藤堂 大和（とうどう やまと）
香織の息子で櫻子の兄。桃子の甥。小学校低学年にして塾では中学年の問題をこなしてる等、成績優秀で要領も良い。顔は母親の香織に似ているが、桃子曰く血が繋がっているせいか叔父の優樹にも少し似ているらしい。
子供らしく、素直で大人のいう事も本気で信じてしまうところがあり、最初は母親からの情報で叔母の桃子についてもあまり良い印象をもっておらず、冷たい態度で接していた。櫻子を桃子に助けてもらってからは、桃子を見直すようになり桃子に懐くようになる。妹の櫻子に対しては、成績などで皮肉などをいうことはあるが、インフルエンザの際に心配したりなど基本的には妹想いな一面を見せる。
香織の夫
有名な会社の社長。義父と同じく妻に家庭を任せているが関係は良好。桃子の結婚式には参席している。
桃子の祖母
桃子の祖母。桃子の母の実母であり、作中癌で息を引き取る。
桃子が幼少の頃は祖母の家に預けられていた。口は悪いが桃子の事は気にかけており、桃子あての貯金通帳を残していた。
桃子には厳しい態度だったが、事実上桃子の母に代わり桃子に箸の持ち方や食事のマナーなどを教えていた。
杉崎 衛（すぎさき まもる）
優樹の息子。遥の兄。産まれた妹への接し方がわからずにいたが、父親の桃子への虐待を日常的に目の当たりにし、妹に無自覚な暴力を行う。その光景を見て衝撃を受けた母親とその両親に父親の行いをばらした。両親の離婚後、父親やその親族とは疎遠になった模様。
杉崎 遥（すぎさき はるか）
優樹の娘。衛の妹。新生児。兄の無自覚な虐待を受ける。
優樹の妻
院長の娘。夫が育った家庭や本性を知らずに結婚。二人目の出産後、息子の娘への虐待を目撃する。息子の告白で夫の異常性を知り、すぐに離婚した。

### その他
朝比奈 小雪（あさひな こゆき）旧姓 一ノ瀬
元春の妻（故人）。1巻時点で3年前に病死。元春がかけているメガネは元々は小雪の持ち物。
朝比奈 小春（あさひな こはる）
元春と小雪の一人娘。容貌は母親の小雪に似ている。1巻時点で小学1年生。誕生日は11月（何日なのかは明確に書かれていない）。
幼い頃に病死した母・小雪を慕っている。小雪の亡くなる時を知らされなかった為に小雪に別れを告げることができず、元春に反抗的な態度を取るようになるが現在は少し改善。元春と桃子の関係も認めている。
一ノ瀬（いちのせ）
小雪の母で小春の祖母。容姿は二人と似ている。ピアノ教室を経営している。
夫（小雪の父）とは小雪が幼い頃に離婚し、女手一つで小雪を育てた。病院で偶然桃子と遭遇。元春から送られてきた小春と桃子の画像から桃子が元春の交際している女性だと悟り、早世した小雪のこともあり当初は桃子に対しては複雑な思いを抱いていたが桃子の性格と人柄を知り元春と桃子を見守るようになる。娘・小雪の病気に気付いてあげられなかったことを未だに後悔している。
小野 慎太郎（おの しんたろう）
桃子の幼馴染。4巻の番外編で初登場。幼少時は桃子の祖母の家の近くに住んでいた。8人兄弟の長男で末弟の虎太郎の吐瀉物を手で受け止めた事が桃子が保育士となるきっかけになっている。桃子の家の複雑な事情を知っており、心配していた。現在は女優と結婚。一児の父で俳優をしている。
千景（ちかげ）
柳の姉。子供は双子で息子・伊吹（いぶき）と娘・葉月（はづき）がいる。
谷津 俊秋（やつ としあき）
朝比奈の弟。16巻時点で高校1年生。きょうだいは妹・一夏（いちか）と弟・冬悟（とうご）がいる。
谷津 由美子（やつ ゆみこ）
朝比奈の母。16巻時点で54歳。朝比奈が16歳の時に和彦と再婚。
谷津 和彦（やつ かずひこ）
朝比奈の義父。16巻時点で65歳。漁師。俊秋・一夏・冬悟は実子。

## 書誌情報
- 椎名チカ 『37.5℃の涙』 小学館〈フラワーコミックス〉、全24巻
  1. 2014年3月26日発売[11]、ISBN 978-4-09-135822-6
  2. 2014年7月25日発売[12]、ISBN 978-4-09-136336-7
  3. 2014年11月26日発売[13]、ISBN 978-4-09-136489-0
  4. 2015年6月26日発売[14]、ISBN 978-4-09-137410-3
  5. 2015年11月26日発売[15]、ISBN 978-4-09-138010-4
  6. 2016年3月25日発売[16]、ISBN 978-4-09-138304-4
  7. 2016年7月26日発売[17]、ISBN 978-4-09-138569-7
  8. 2016年11月25日発売[18]、ISBN 978-4-09-138780-6
  9. 2017年3月24日発売[19]、ISBN 978-4-09-139140-7
  10. 2017年7月26日発売[20]、ISBN 978-4-09-139484-2
  11. 2017年11月24日発売[21]、ISBN 978-4-09-139690-7
  12. 2018年3月26日発売[22]、ISBN 978-4-09-139880-2
  13. 2018年7月26日発売[23]、ISBN 978-4-09-870151-3
  14. 2018年11月26日発売[24]、ISBN 978-4-09-870258-9
  15. 2019年3月26日発売[25]、ISBN 978-4-09-870402-6
  16. 2019年7月26日発売[26]、ISBN 978-4-09-870603-7
  17. 2019年11月26日発売[27]、ISBN 978-4-09-870657-0
  18. 2020年2月26日発売[28]、ISBN 978-4-09-870802-4
  19. 2020年6月26日発売[29]、ISBN 978-4-09-871006-5
  20. 2020年11月26日発売[30]、ISBN 978-4-09-871202-1
  21. 2021年4月26日発売[31]、ISBN 978-4-09-871257-1
  22. 2021年9月24日発売[32]、ISBN 978-4-09-871414-8
  23. 2022年1月26日発売[10]、ISBN 978-4-09-871572-5
  24. 2022年6月24日発売[33]、ISBN 978-4-09-871646-3

## テレビドラマ
2015年7月9日から9月17日まで毎週木曜21:00 - 21:54に、TBS系の「木曜ドラマ劇場」で放送された。本作で民放ドラマ初主演となる蓮佛美沙子は、役作りのためにロングヘアを35センチカットしたショートヘアに変身している。また、第4話では蓮佛が自ら製作した絵本が小道具として使用された。
本作をもって「木曜ドラマ劇場」は廃枠となり、20時枠と統合された。

### あらすじ（テレビドラマ）
訪問型病児保育「リトル・スノー」で働く新人病児保育士・杉崎 桃子が成長していく物語。リトル・スノーの利用者家族との出来事を、基本的には一話完結形式で展開し、シングルマザーやワーキングマザーの子育て、病児保育士らが利用者家族との関わり合いに奮闘する姿を描く。桃子をめぐるリトル・スノー創設者でもある朝比奈、常連利用者の篠原（ともにシングルファーザー）との恋愛、桃子自身が幼少時に受けた虐待、介護問題、家庭問題など、幅広いテーマを扱う。「リトルスノーの病児保育三原則」は〈子どもを注意するな、叱るな、自分の価値観を押しつけるな〉。

### キャスト

#### 主要人物
杉崎 桃子（すぎさき ももこ）〈23〉
演 - 蓮佛美沙子（幼少期：井上琳水）
感情表現が下手な女性。それが原因で、保育士をやめた。自身の家族（主に実母と実兄）による虐待の後遺症で感情表現が下手になった。
朝比奈 元春（あさひな もとはる）〈35〉
演 - 成宮寛貴
リトルスノー共同経営者。柳の反対を押し切って桃子を採用する。
関 めぐみ（せき めぐみ）〈36〉
演 - 水野美紀
チーフ保育士。新人教育係として桃子の指導に当たる。
柳 主税（やなぎ ちから）〈40〉
演 - 藤木直人（特別出演）
リトルスノー社長。生真面目な性格。独身。
篠原 健介（しのはら けんすけ）〈31〉
演 - 速水もこみち
妻・久美子と離婚協議中（後に正式に離婚）のシングルファーザー。

#### リトルスノー
田中 雅代（たなか まさよ）〈55〉
演 - 美保純
病児保育士。
今井 加奈子（いまい かなこ）〈28〉
演 - 永池南津子
病児保育士。
町井 理沙（まちい りさ）〈26〉
演 - 趣里
若手保育士。
加藤 哲平（かとう てっぺい）〈25〉
演 - 木戸邑弥
若手保育士。

#### 篠原家
篠原 久美子（しのはら くみこ）〈31〉
演 - 滝沢沙織
健介の妻。病児保育を知らなかったため、桃子を健介の浮気相手と誤解する。
篠原 健太（しのはら けんた）〈6〉
演 - 横山歩
篠原夫婦の息子。喘息の持病を持ってる。久美子が家を出たため、健介と二人暮らし。

#### 杉崎家
杉崎 富美子（すぎさき ふみこ）〈55〉
演 - 浅野温子
桃子たち三兄弟の実母。桃子の感情表現が下手になった原因を作った1人で、桃子を虐待していた毒母でもある。桃子を所有物のようにしか思っていない。
杉崎 誠一郎（すぎさき せいいちろう）〈61〉
演 - 石田登星
桃子たち三兄弟の実父。難病により入院していたが、意識不明のまま在宅療養となり、自宅で死去。生前から、桃子に無関心だった。
杉崎 優樹（すぎさき ゆうき）〈28〉
演 - 水上剣星（幼少期：小林喜日）
桃子の実兄。所謂エリートの男性ではあるが、桃子の感情表現が下手になった原因を作った1人でもあり、桃子への虐待に罪悪感を抱いていない。
清水 香織（しみず かおり）〈26〉
演 - 田上唯（幼少期：井上華月）
桃子の実姉。流行のファッションに身を包む今時の女性。既婚者でもあり、義父母と同居している。幼少時から桃子に無関心だった。
杉崎 彩（すぎさき あや）
演 - 黒川智花
優樹の妻。妊娠中であるためリトル・スノーに病児保育を依頼。夫の腹黒い本性を知らずにいた。
杉崎 光（すぎさき ひかる）
演 - 石塚獅桜
優樹の息子。父が桃子を虐待している姿を見てしまい、妹に手を挙げ虐待する。
杉崎 舞（すぎさき まい）
演 - 早坂ひらら
優樹の娘。父の影響を受けた兄に虐待される。

#### 居酒屋 さくらんぼ
佐藤 錦（さとう にしき）〈50〉
演 - 西村和彦
佐藤 陽子（さとう ようこ）〈50〉
演 - 久保田磨希
佐藤 さやか（さとう さやか）〈24〉
演 - 谷川りさこ

#### その他
小野 優美香（おの ゆみか）〈23〉
演 - トリンドル玲奈
桃子の親友。篠原 健太が通う保育園の保育士。
朝比奈 小雪（あさひな こゆき）
演 - 松島花
元春の妻（故人）。リトルスノー設立者の一人。
朝比奈 小春（あさひな こはる）〈9〉
演 - 鈴木梨央
元春の娘。母親の死後、元春に反抗的な態度を取る。
小春の担任（第4話）
演 - 阿南敦子
相澤 亮太（あいざわ りょうた）（第3話・第4話）
演 - 鴇田蒼太郎
3年前、めぐみが世話をしたステップファミリーの子供。
亮太の母（第4話）
演 - 深谷美歩

#### ゲスト

##### 第1話
森 聡美（もり さとみ）〈36〉
演 - 中越典子（最終話にも出演）
桃子が初めて一人で病児保育に行った家のシングルマザー。
森 海翔（もり かいと）〈5〉
演 - 林田悠作（最終話にも出演）

##### 第2話
佐々木 真里恵（ささき まりえ）
演 - 安達祐実
佐々木 結衣（ささき ゆい）
演 - 須田理央
腹痛の仮病を使って休む「常習犯」。

##### 第3話
大橋 華絵（おおはし はなえ）
演 - 矢田亜希子
カリスマ・ママタレント。病児保育中に娘を吹き抜けの二階から落としたとして、桃子を退職させるよう柳に迫る。
大橋 姫華（おおはし ひめか）
演 - 小菅汐梨
華絵のわがままな一人娘。イベント会場で柳を蹴った。病児保育に来た桃子を振り回した挙げ句、けがをさせた。

##### 第4話
北原 真依子（きたはら まいこ）
演 - 佐藤仁美
再婚した夫に気を遣い、実の息子・翔馬よりも血の繋がらない拓也をかわいがる。
北原 翔馬（きたはら しょうま）
演 - 須田瑛斗
北原家の長男。母親が拓也をかわいがるので、寂しさの余り桃子に甘える。
北原 拓也（きたはら たくや）
演 - 加藤瑛斗
北原家の次男。翔馬の大切なおもちゃを壊すなどわがまま。
北原 秀文（きたはら ひでふみ）
演 - 阿部翔平
真依子の再婚相手。

##### 第5話
伊藤 敬二（いとう けいじ）
演 - 綾部祐二（ピース）
春菜の父親。母親が入院中に春菜の病児保育を依頼。
伊藤 春菜（いとう はるな）
演 - 中村美乃莉

##### 第6話
清田 七海（きよた ななみ）
演 - おのののか（第7話にも出演）
看護師。息子である寛人を夜間保育してほしいと、朝比奈に頼む。
清田 寛人（きよた ひろと）
演 - 知場蒼大（第7話にも出演）
七海の息子。朝比奈、小春、桃子とともにリトル・スノーで夜間保育を受ける。

##### 第7話
安西 泉美（あんざい いずみ）
演 - 佐津川愛美
香蓮の母親。やっと取得できた夏休みなので子どもに無理をさせてしまう。
安西 香蓮（あんざい かれん）
演 - 横溝菜帆
朝比奈、小春、桃子、篠原、健太が訪れた遊園地で熱中症で倒れ、介抱される。
岡野 沙紀（おかの さき）
演 - MEGUMI
梨奈の母親。月に一回の無料券を使う母親。
岡野 梨奈（おかの りな）
演 - 住田萌乃

##### 第8話
須田 喜美江（すだ きみえ）
演 - 青木さやか
レイナの母親。子どもには苦労をさせたくないからと、英才教育を実施。
須田 レイナ（すだ レイナ）
演 - 矢崎由紗
脇の下を保冷剤で冷やし一時的に体温を下げることで登園し、母親を出勤させる。

##### 第9話
川上 翔子（かわかみ しょうこ）
演 - 山下リオ（最終話にも出演）
桃子の高校の同級生で当時は生徒会長。両親の反対を押し切ってできちゃった結婚するが、シングルマザーとなり求職中。
川上 遼（かわかみ りょう）
演 - 髙橋來（最終話にも出演）

##### 最終話
森 良美（もり よしみ）
演 - 茅島成美
聡美の母。

### スタッフ
- 原作 - 椎名チカ『37.5℃の涙』（小学館 フラワーコミックス刊）
- 脚本 - 梅田みか
- 演出 - 古澤健、藤尾隆、村上牧人
- 音楽 - 得田真裕
- 主題歌 - wacci「大丈夫」（EPIC Records Japan / Sony Music Labels）[41]
- 挿入歌 - 木村カエラ「EGG」（ELA / Victor Entertainment）
- 監修（子供虐待） - 信田さよ子
- 医療指導 - 中澤暁雄、山本昌督
- スタント - 高橋昌志
- 技術協力 - フォーチュン
- 照明協力 - Kカンパニー
- 美術協力 - アックス
- 音響効果 - スポット
- ポスプロ - アムレック
- CG・タイトルバック - 金魚事務所
- ナビ番組・ティザースポット製作 - Mitsue Media & Content Creative
- スタジオ - 砧スタジオ
- 企画協力 - 赤坂美和
- 協力 - NPO法人フローレンス
- TBS編成 - 永山由紀子、今井夏木
- プロデューサー - 渋谷未来、近見哲平
- 製作 - TBS、テレパック

### 放送日程
| 各話                                                          | 放送日  | サブタイトル                                                       | 演出     | 視聴率 |
| ------------------------------------------------------------- | ------- | ------------------------------------------------------------------ | -------- | ------ |
| 第1話                                                         | 7月09日 | 母親失格!?病気の子を置いて仕事に行くのは罪ですか… 病児保育士の物語 | 古澤健   | 7.2%   |
| 第2話                                                         | 7月16日 | 子供の仮病を許せますか?親が子を見限る時                            | 藤尾隆   | 6.3%   |
| 第3話                                                         | 7月23日 | 叱れないクレーム母 謝れない子供                                    | 村上牧人 | 6.1%   |
| 第4話                                                         | 7月30日 | 再婚家庭の壁!!血の繋がりか、親子の絆か?                            | 古澤健   | 5.5%   |
| 第5話                                                         | 8月06日 | 母から娘へ最期のメッセージ…毒親との再会                            | 藤尾隆   | 5.6%   |
| 第6話                                                         | 8月13日 | 抗えない母の支配に現れる救世主と恋の予感                           | 村上牧人 | 5.3%   |
| 第7話                                                         | 8月20日 | 動き出す恋と三角関係…加速する母の異常愛                            | 古澤健   | 5.9%   |
| 第8話                                                         | 9月03日 | 突然のキスとプロポーズ!?DV兄との決別…                              | 藤尾隆   | 6.2%   |
| 第9話                                                         | 9月10日 | 病児保育士失格!毒母の勝利…全ての真相!?                             | 古澤健   | 5.8%   |
| 最終話                                                        | 9月17日 | 涙の決断!母と娘の別れ…そして、恋の行方                             | 古澤健   | 7.5%   |
| 平均視聴率 6.1%（視聴率はビデオリサーチ調べ、関東地区・世帯） |         |                                                                    |          |        |

| TBS系 木曜ドラマ劇場                                                       | TBS系 木曜ドラマ劇場                                                                                             | TBS系 木曜ドラマ劇場                                                             |
| 前番組                                                                     | 番組名 | 次番組                                                                           |
| -------------------------------------------------------------------------- | --- | -------------------------------------------------------------------------------- |
| ヤメゴク 〜ヤクザやめて頂きます〜 （2015.4.16 - 2015.6.18）                | 37.5℃の涙 （2015.7.9 - 2015.9.17）                                                                               | （廃枠）                                                                         |
| TBS系 木曜21:00 - 21:49枠                                                  | |                                                                                  |
| ヤメゴク 〜ヤクザやめて頂きます〜 ※21:00 - 21:54 （2015.4.16 - 2015.6.18） | 37.5℃の涙 （2015.7.9 - 2015.9.17） 【ここまで『木曜ドラマ劇場』（ドラマ）枠】                                    | ニンゲン観察バラエティ モニタリング ※19:56 - 21:49 【55分拡大して継続】          |
| TBS 木曜21:49 - 21:54枠                                                    | |                                                                                  |
| ヤメゴク 〜ヤクザやめて頂きます〜 ※21:00 - 21:54 （2015.4.16 - 2015.6.18） | 37.5℃の涙 （2015.7.9 - 2015.9.17） 【ここまで『木曜ドラマ劇場』（ドラマ）枠】 【ここまでネットワークセールス枠】 | ウエディングステージ 【5分繰り上げ・1分縮小して継続】 【ここから関東ローカル枠】 |